# Лаза (Гусарский район)
Лаза́ (азерб. Laza; лезг. Лаццар) — село в Гусарском районе Азербайджана
Село находится на высоте 1680 м. нум.

## Расположение
Расположена Лаза на южном склоне Главного Кавказского хребта, на правом берегу реки Кусарчай, в 30 км к юго-западу от города Гусар, на высоте около 1700 метров.
Под селом вдоль долины у подножья известняковых обрывов Шахдага тянутся аккумулятивные гряды, которые относятся к типичным конечным моренам вюрмского оледенения

## Этимология
Название села в переводе с лезгинского означает белые - "Лацар"

## Сихилы

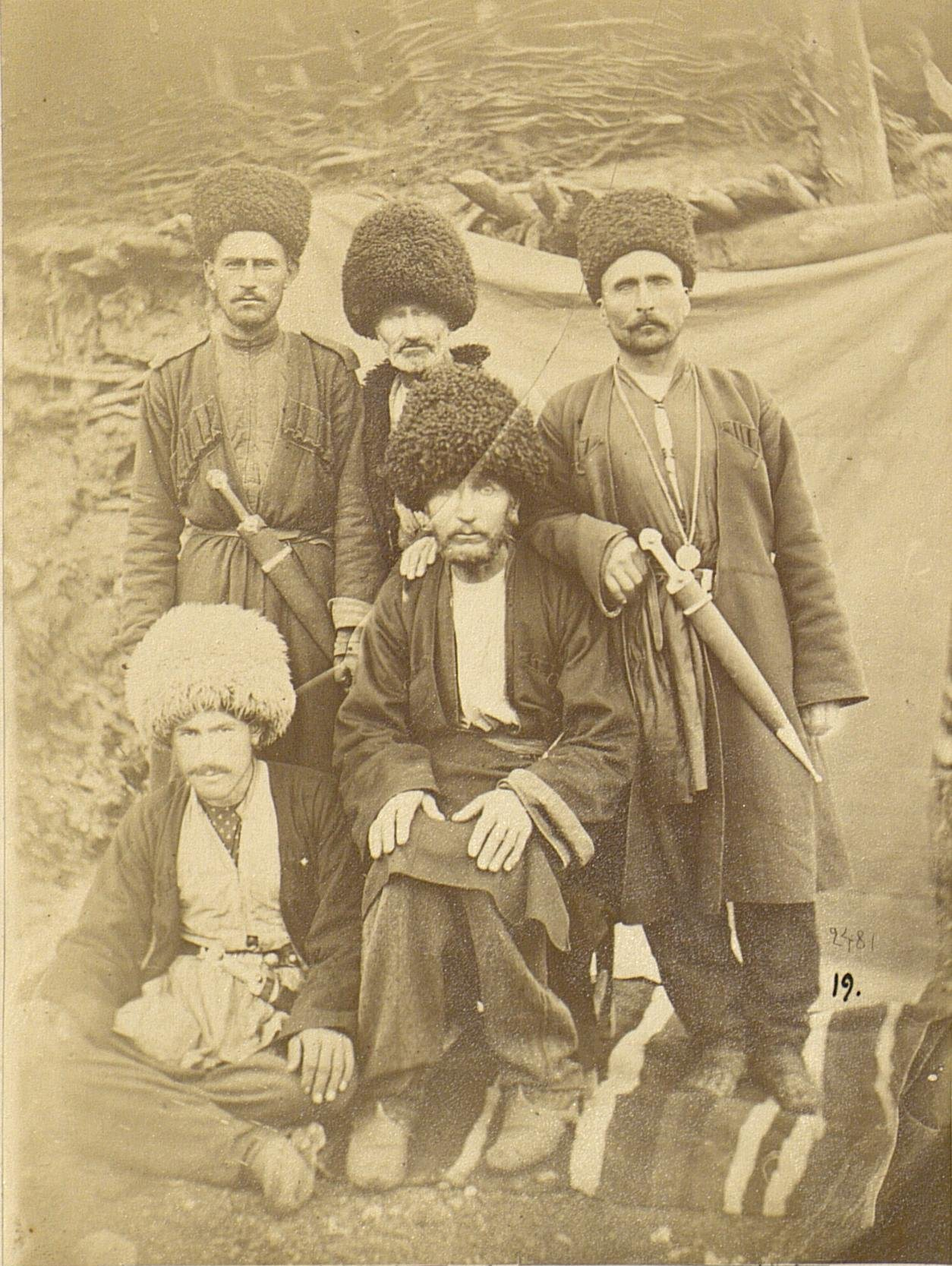
Лезгины из села Лаза, 1880 год

В общество(тухум) "Лаццар" входят 6 сихилов: 
1. Лаццакай — крупный сихил-тухум в который входят 5 остальных сихилов, являются основателями села, также являются основателями одноимённого села в Габалинском районе.
2. Шатакай — коренной сихил который входит в тухум Лацар.
3. Тачанакай —  коренной сихил который входит в тухум Лацар.
4. Кетакай (Хинелугъар) — имеют родственные связи с жителями села Хиналуг, по словам сторожил они происходят от двух сыновей одного отца. 
5. КIекрезчирайбурукай (Чиракай)— малочисленный сихил, на грани исчезновения из-за оттока молодого населения в города, главным образом в Баку и города России.
6. Рухкалчукайбурукай (Калчуккай) —малочисленный сихил, на грани исчезновения из-за оттока молодого населения в города, главным образом в Баку и города России.

## История и население
Название села, в котором бытует древнее наименование местности, объясняется лезгинским языком.Слово Лацу, лацар на лезгинском языке означает белый, белые.  
Лаза упоминается как селение Анагдаринского магала Кубинской провинции у Ф. А. Шнитникова в его «Описании Кубинской провинции 1832 года». Лаза упоминается также в изданной в 1836 году «Обозрениях российских владений за Кавказом», как расположенная на дороге от Кубы в Нуху.
По сведениям середины XIX века село Лаза Кубинского уезда населяли лезгины. По данным «Списков населенных мест Российской Империи по Кавказскому краю» от 1870 года, село Лезе (Лаза) также является селом, населённым лезгинами. В конце XIX века крестьяне селения Лезе, расположенного в эйлажной полосе, владели принадлежавшими им пастбищами без участия крестьян, живущих в других полосах. Безземельные же крестьяне селения летом отправлялись на заработки на уборку урожая в Мюшкур, а зимой — в Шемахинский и Нухинский уезды.
По данным Кавказского календаря на 1912 год в селе Лезе Кубинского уезда Елизаветпольской губернии проживало 318 человек, в основном лезгин.
Население села говорит на юго-западном говоре кубинского наречия лезгинского языка.
В селе около 20 домов и одна шестиклассная школа. Дороги в селе вымощены смесью грунта и раздробленных осколков камней. Население в основном занимается скотоводством.
Выходцами из села Лаза основано одноимённое село в Габалинском районе Азербайджана.
В советское время село Лаза входило в состав Зинданмуругского сельсовета Кусарского района Азербайджанской ССР. С 2009 года село Лаза в входит в состав Кузунского муниципалитета.

Жители села
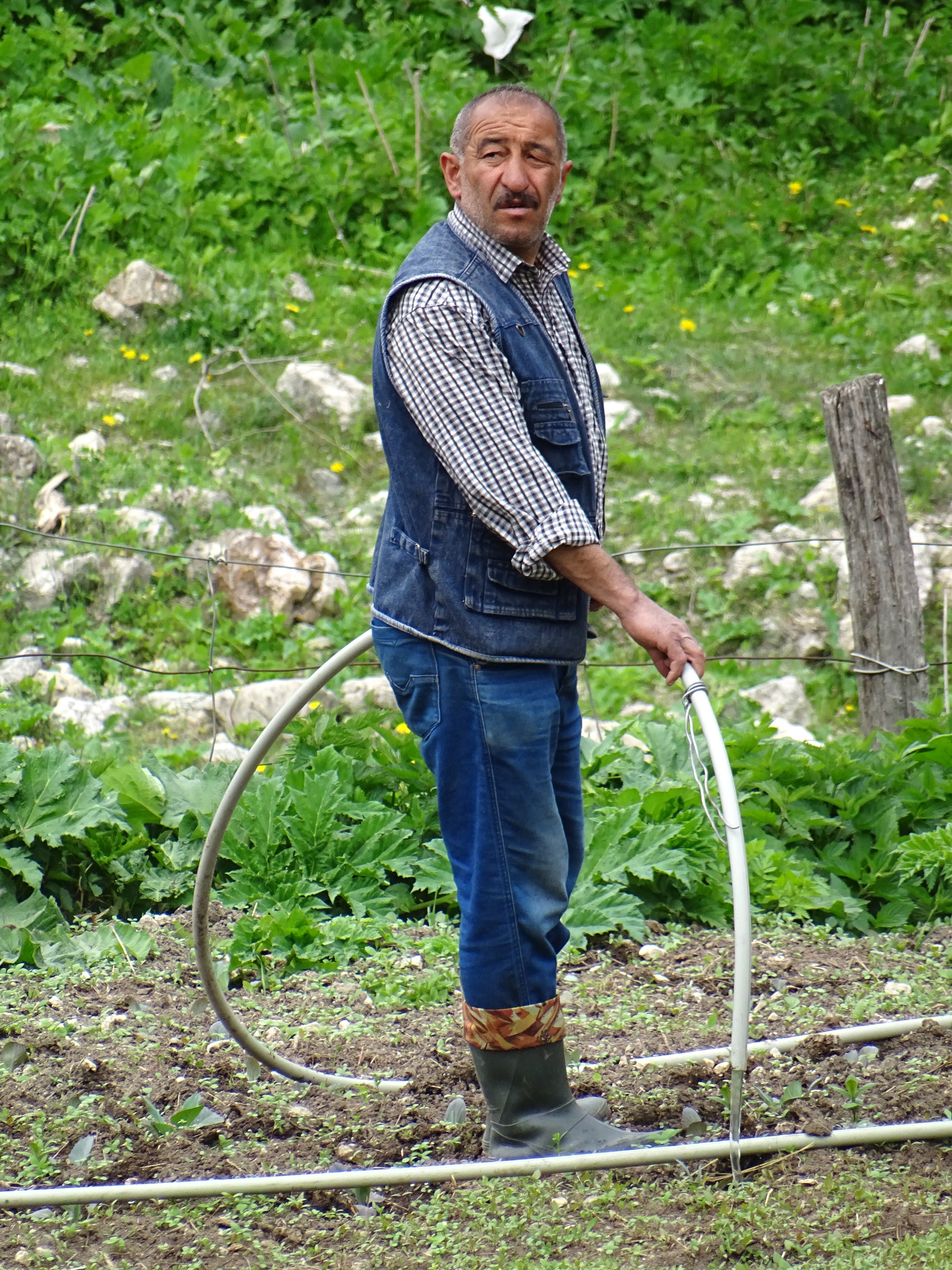
Земледелец в Лазе
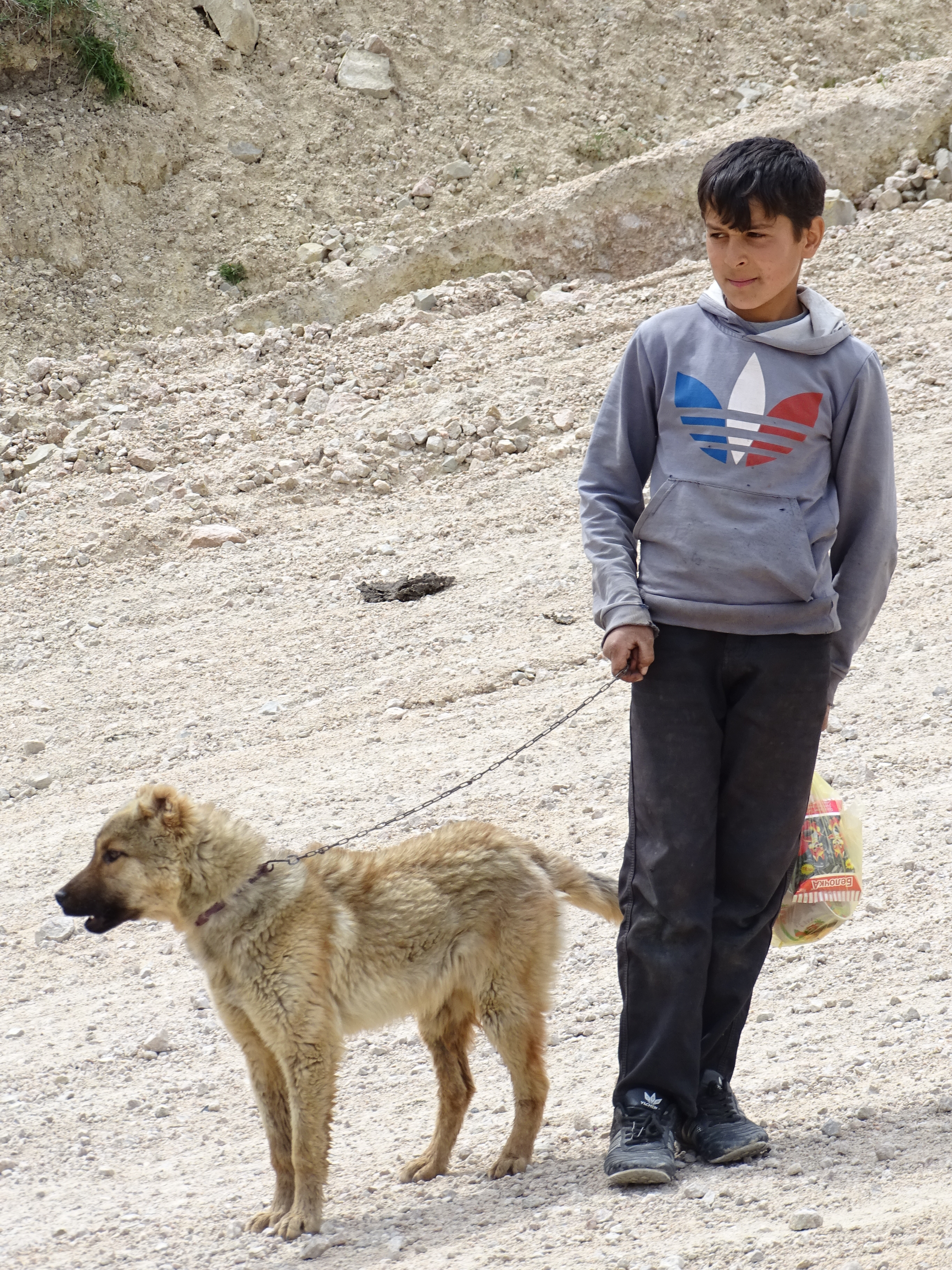
Сельский мальчик с овчаркой
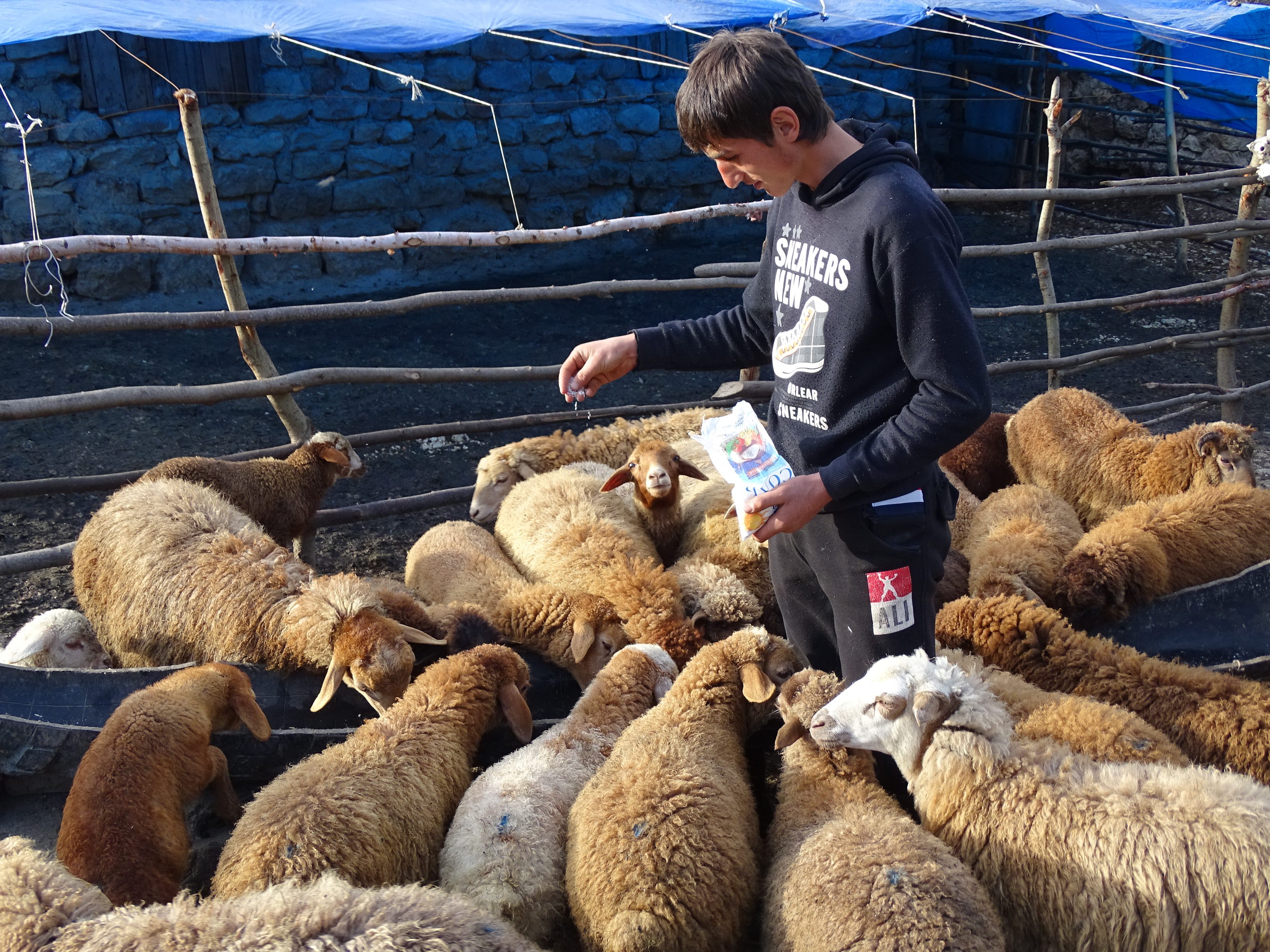
Юный овцевод

## Достопримечательности
В селе расположена мечеть XVIII века. Также здесь расположено почитаемое место, пир, известный, как «Пир Гаджи Сеид Баба». Около 100 лет назад этот пир был расположен в скале в центре села, затем был перенесён на окраину — к скальной стене рядом с почитаемым старинным кладбищем. На близлежащем холме сохранились руины стен древней оборонительной крепости.
Наподалёку от села расположено пять водопадов. Зимой водопады замерзают и превращаются в огромные глыбы льда, где проходят соревнования по спортивному ледолазанию. Природе села посвящена картина азербайджанского живописца Саттара Бахлулзаде «Водопад в селе Лаза».

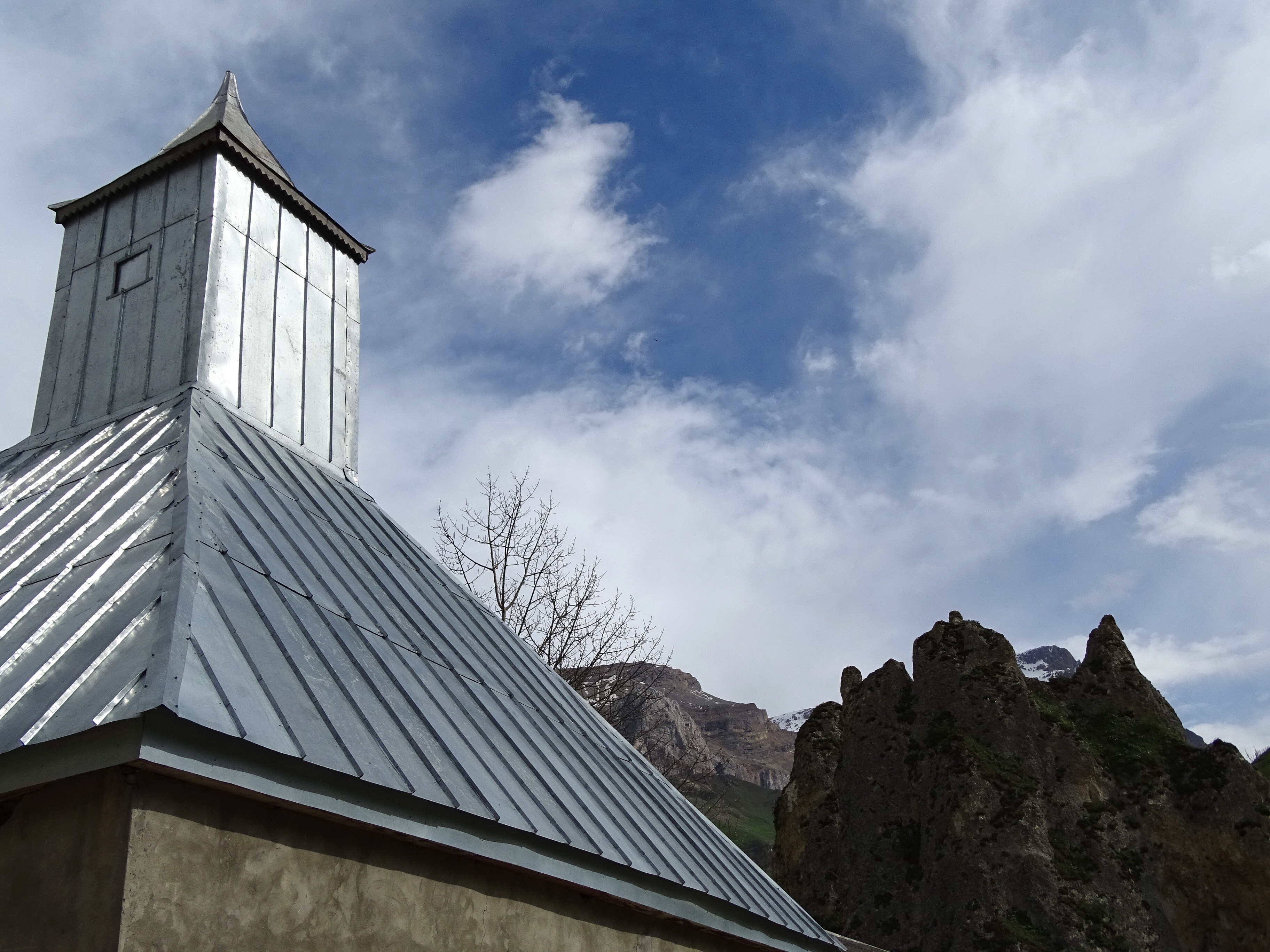
Мечеть XVIII века
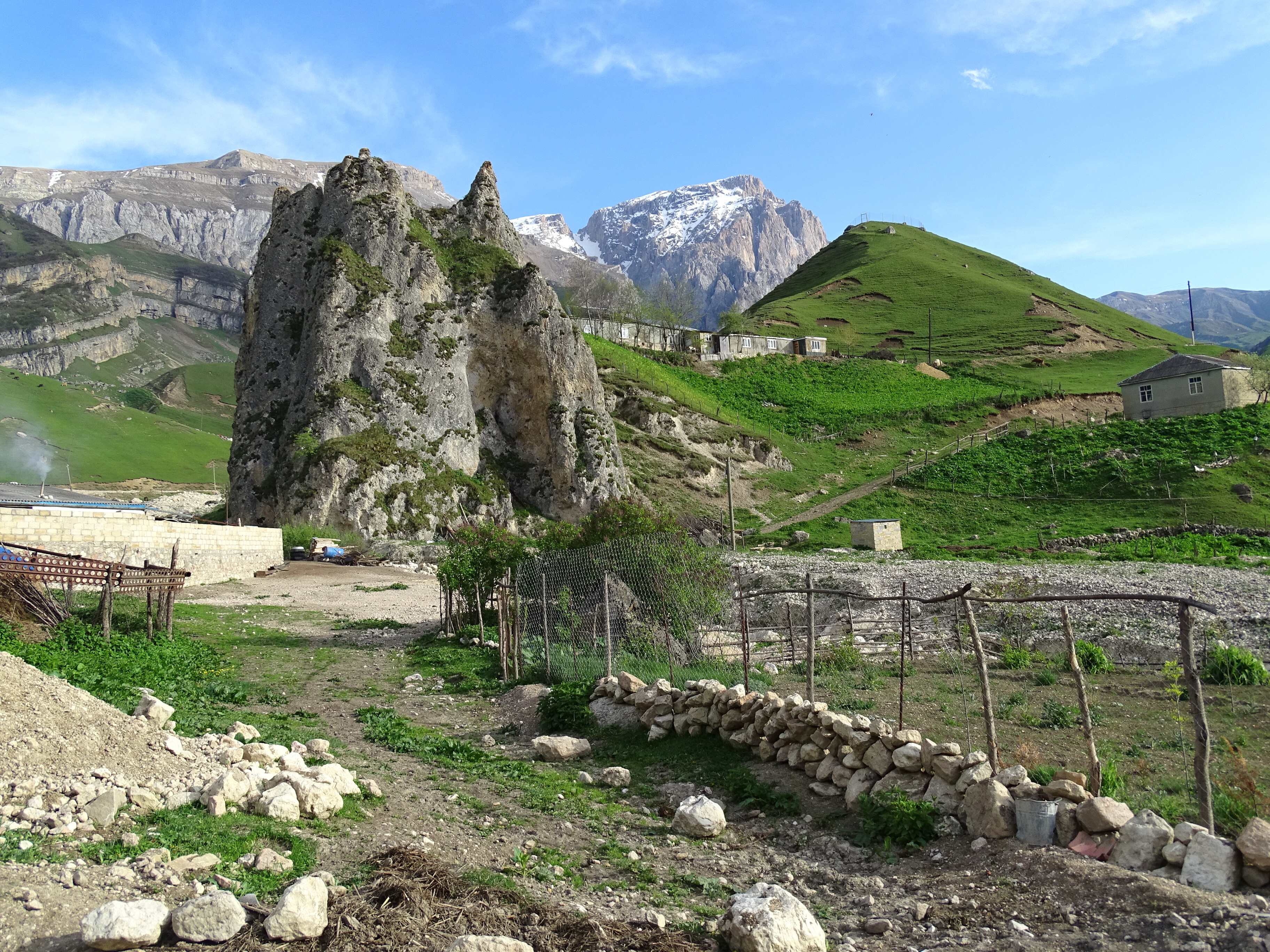
Пир Гаджи Сеид Баба
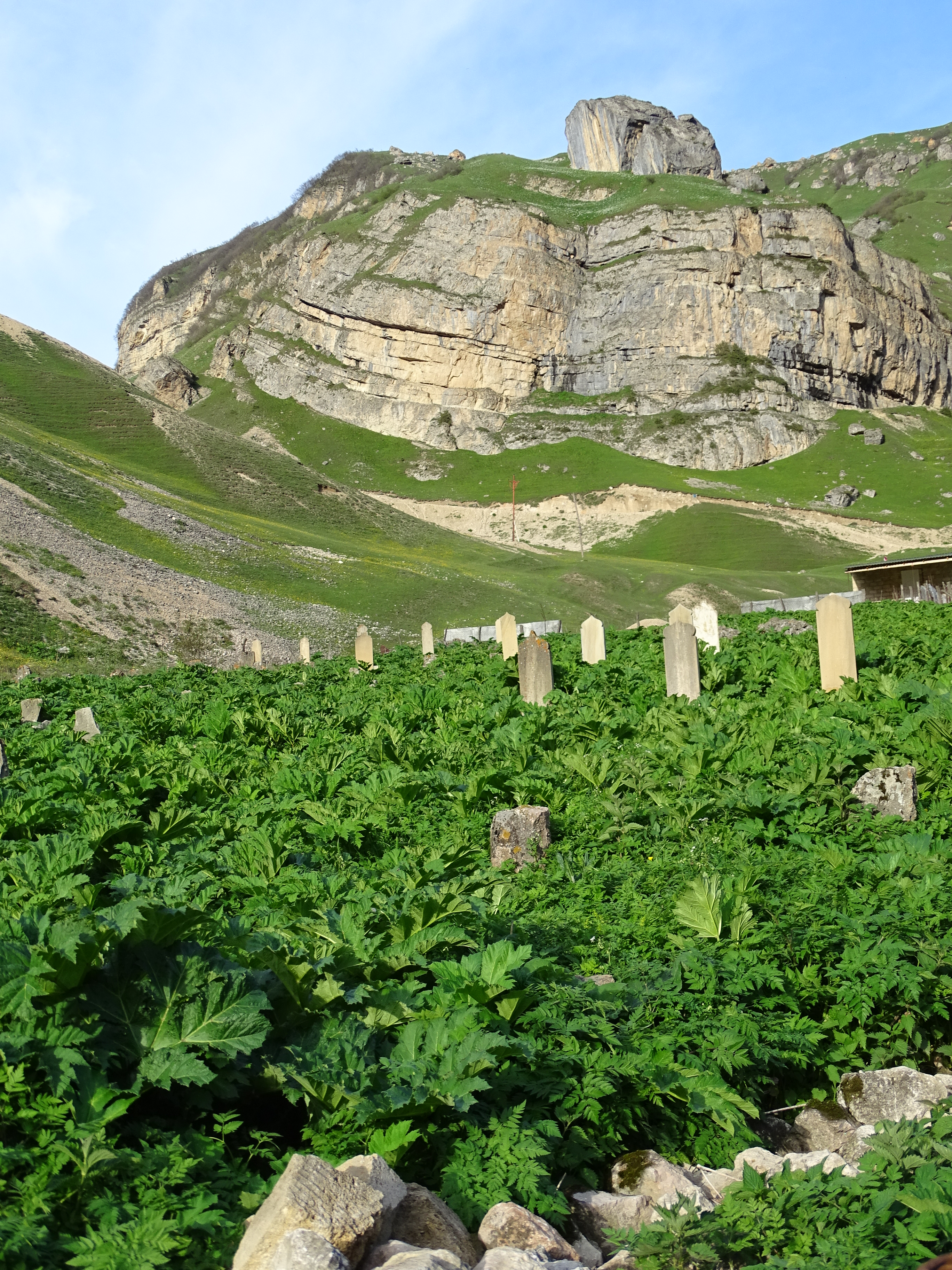
Кладбище села
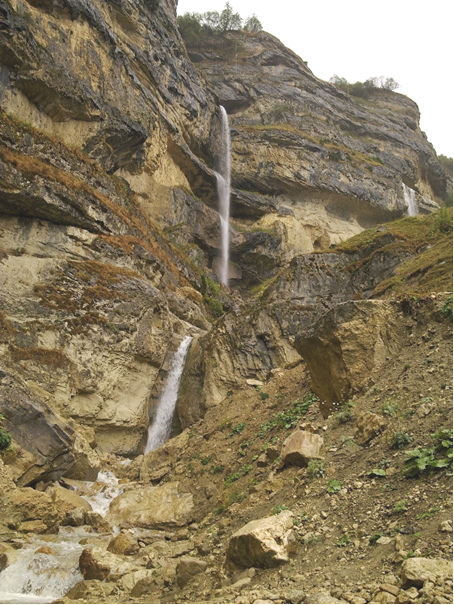
Водопад близ Лазы